# Vakuumbeton

Funktionsprinzip Vakuumbeton
1. Frischbetonbauteil
2. Filtermatte
3. Vakuumteppich
4. Vakuumpumpe
5. Auffangbehälter

Frischbeton, der nach dem Einbau flächig mit Unterdruck behandelt wird, trägt die Bezeichnung Vakuumbeton. Der Unterdruck bewirkt eine besonders dichte Lagerung der Betonbestandteile sowie die Ableitung des nicht zur Hydratation benötigten Wassers. Dies führt zu einer zusätzlichen statischen Verdichtung bei gleichzeitiger Reduzierung des Wasserzementwertes um etwa 10 bis 20 %.

## Eigenschaften
Mit Unterdruck behandelte Betonoberflächen weisen mehrere positive Eigenschaften auf. Sie erhalten eine besonders dichte und verschleißfeste Oberfläche. Gleichzeitig besteht eine geringere Schwindrissbildung. Dies führt dazu, dass der Beton eine geringere Wassereindringtiefe und eine erhöhte Frostbeständigkeit aufweist. Durch den Entzug des überflüssigen Wassers erhärtet der Beton zudem um ein Vielfaches schneller und kann damit wesentlich früher ausgeschalt und genutzt werden.

## Arbeitsschritte
Im ersten Schritt wird der Beton eingebaut, verdichtet und profilgerecht abgezogen. Anschließend erhält die Betonoberfläche eine Abdeckung aus gelochten Kunststoff-Filtermatten mit luftgefüllten Noppen an der Oberseite. Darauf kommt ein wasser- und luftundurchlässiger Vakuumteppich, der aus einem synthetischen Spezialgewebe besteht. Den benötigten Unterdruck erzeugt eine Vakuumpumpe, die zuvor mit einer Schlauchleitung an den Vakuumteppich angeschlossen wird. Durch den von der Vakuumpumpe erzeugten Druck von etwa 0,09 N/mm² wandert ein Teil des im Frischbeton befindlichen Wassers an die Oberfläche und gelangt über den Vakuumteppich und die Schlauchleitung in den Auffangbehälter bei der Vakuumpumpe. Nach Beenden der Behandlung wird die Betonoberflächen abschließend mit dem Rotationsglätter bearbeitet.